# Schloss Etelsen

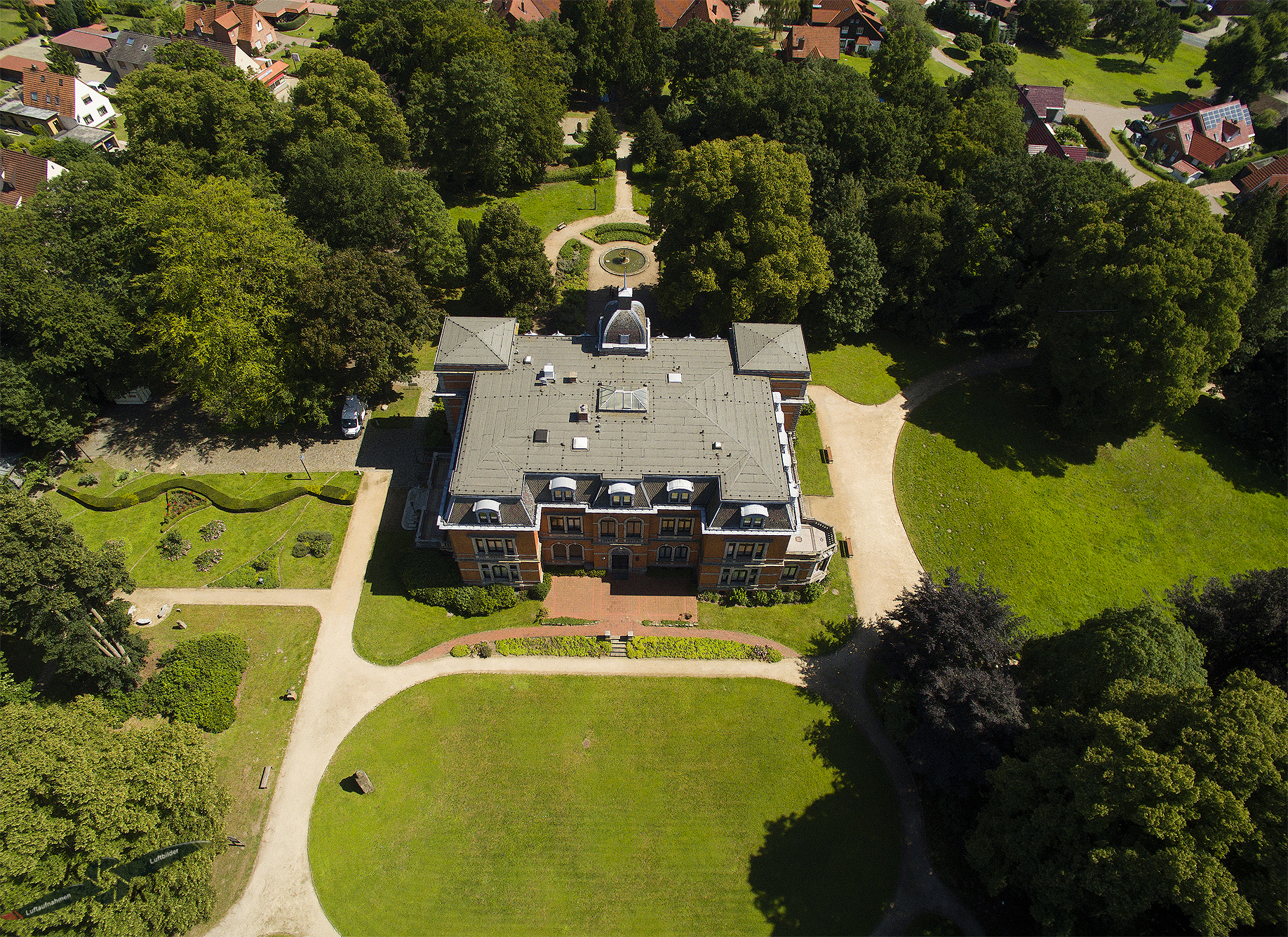
Luftaufnahme vom Schloss Etelsen

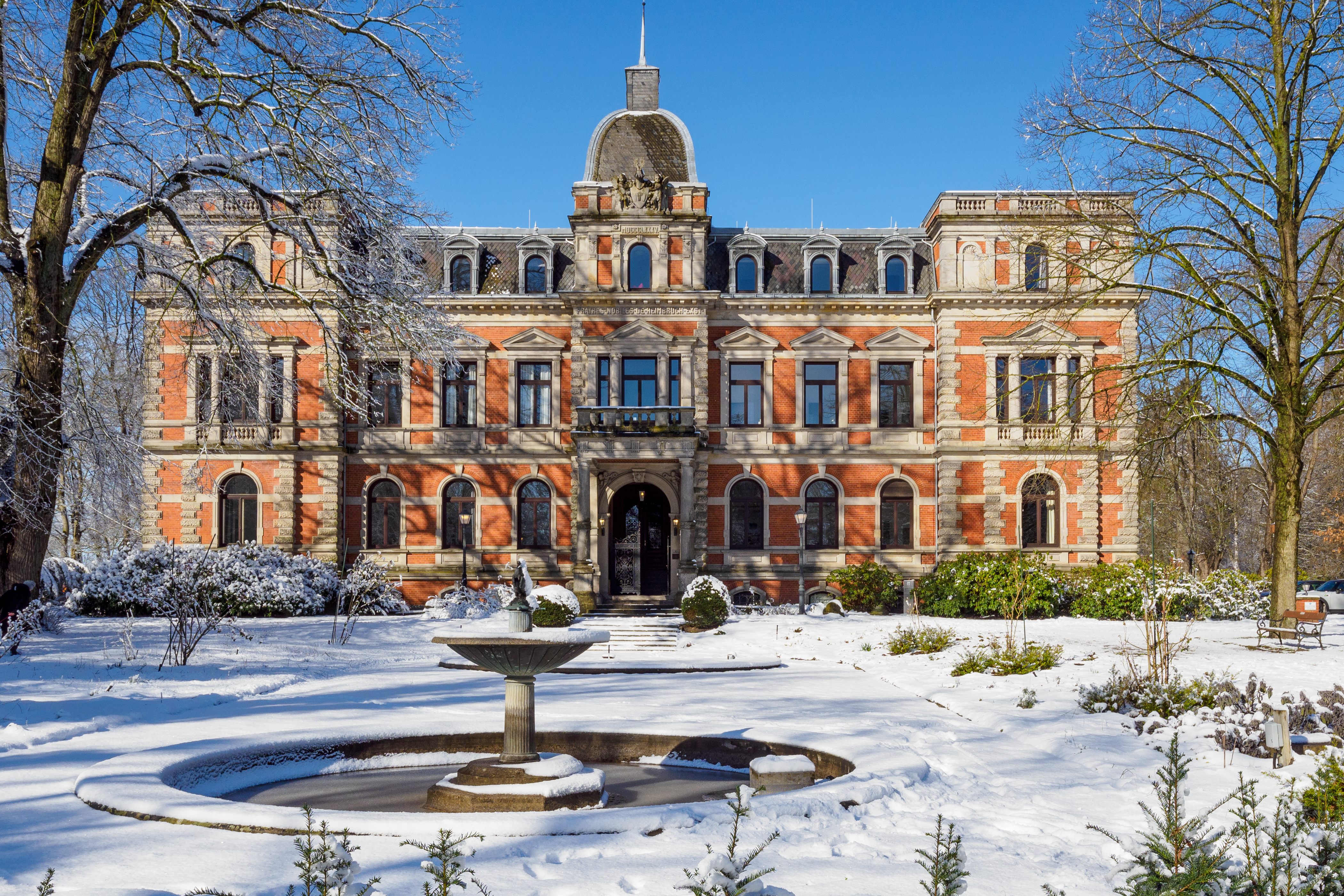
Schloss Etelsen

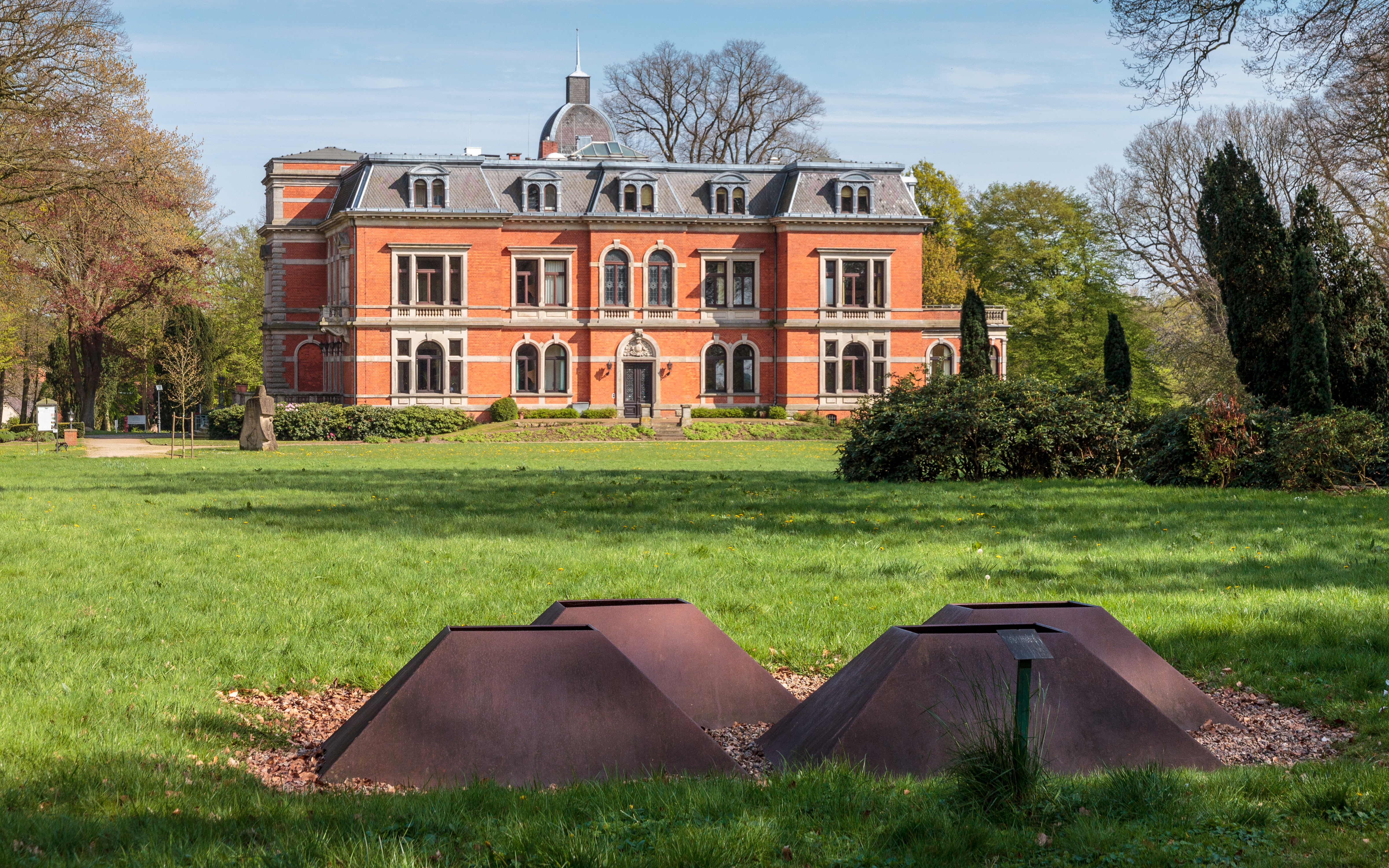
Rück- bzw. Parkseite

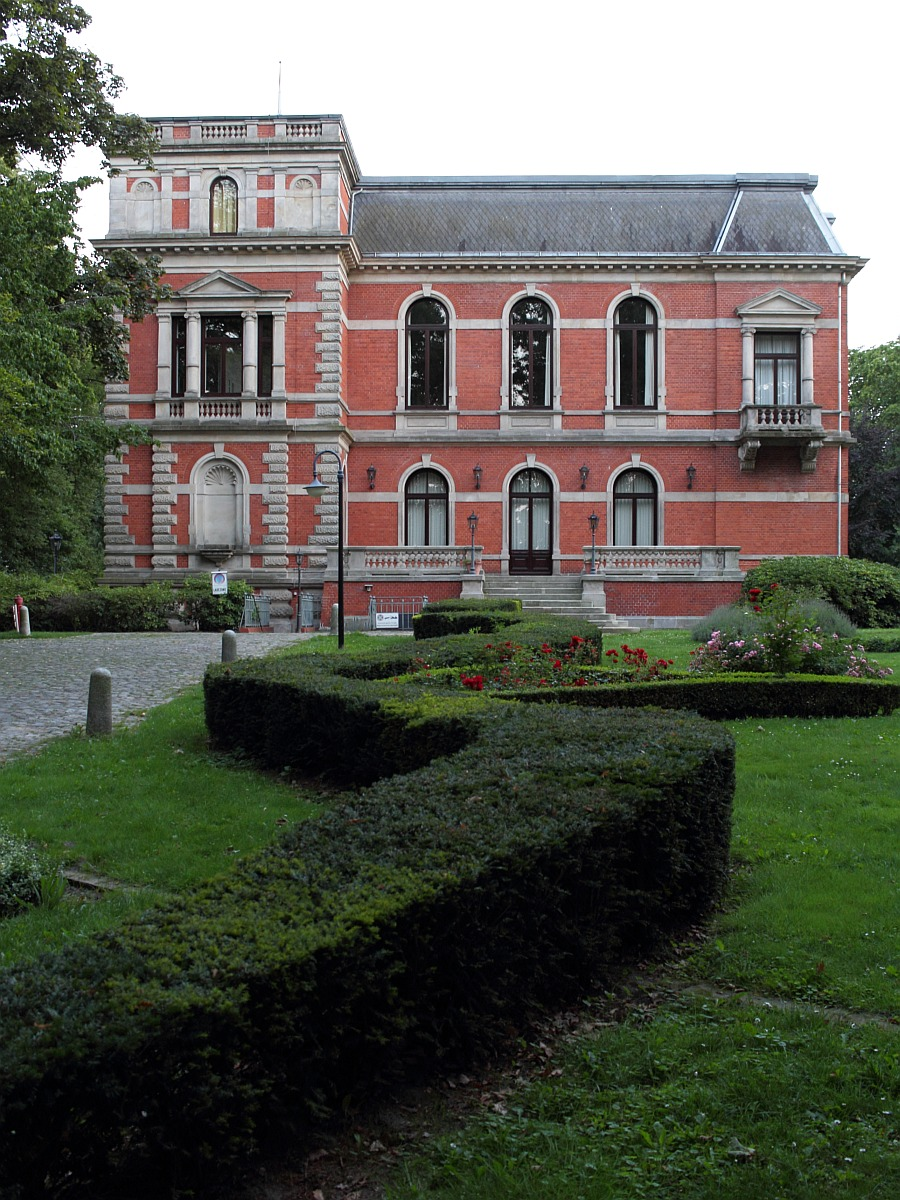
Nordseite

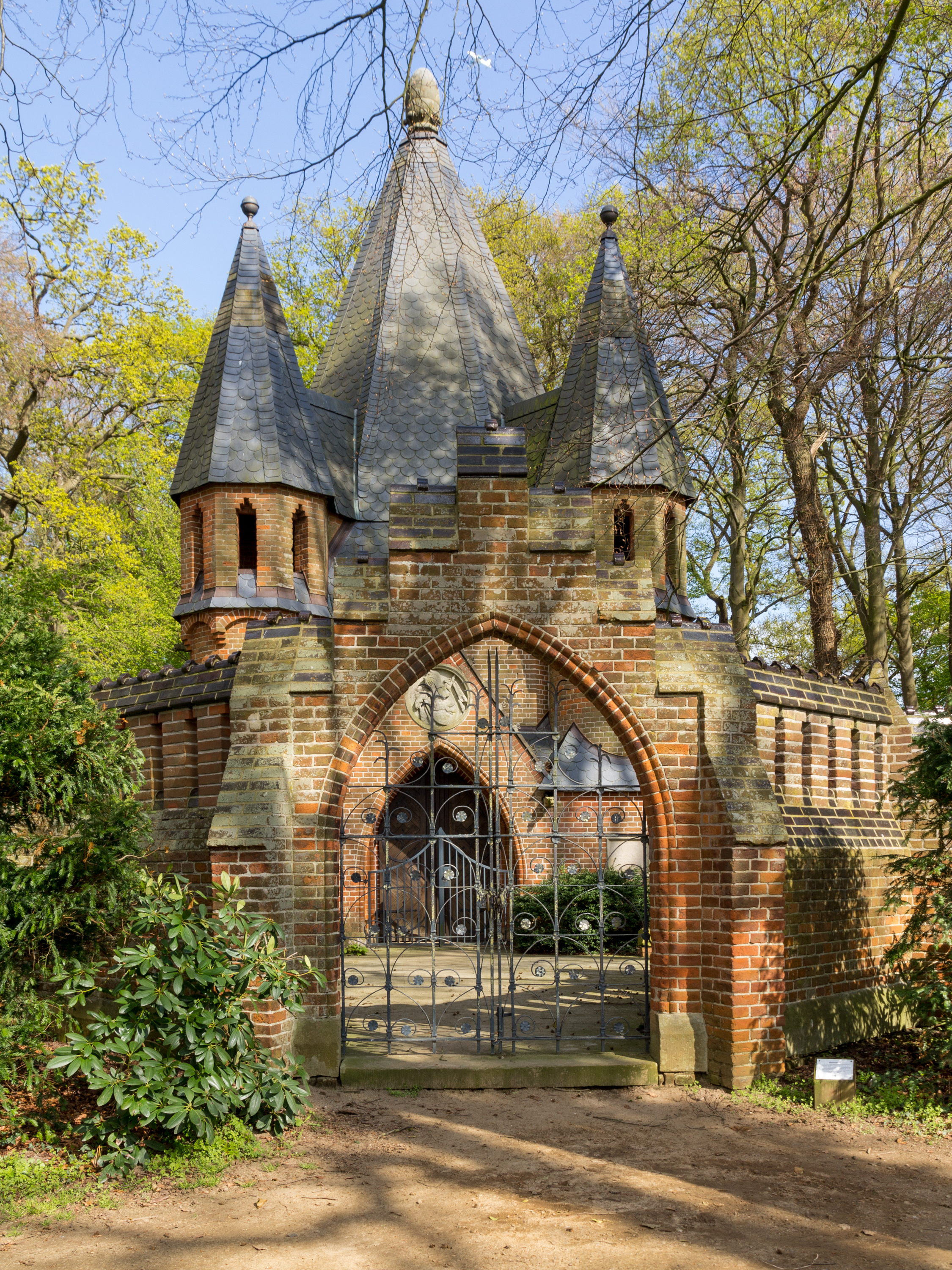
Mausoleum im Schlosspark

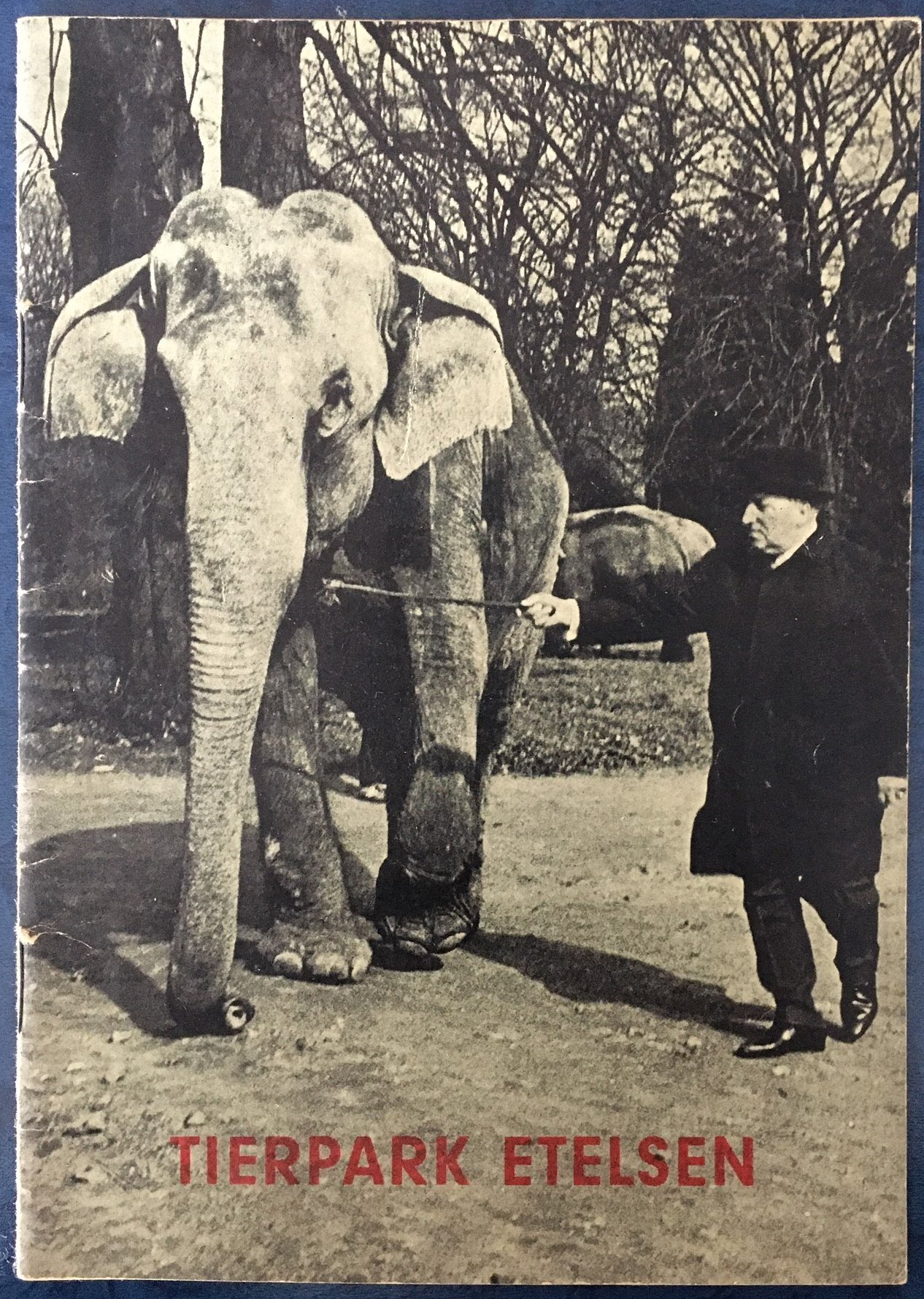
Umschlagbild des Prospekts des Tierparks Etelsen 1965

Das Schloss Etelsen ist ein in der Langwedeler Ortschaft Etelsen bei Verden in Niedersachsen in Neorenaissance-Architektur errichtetes Schloss. In den Jahren 1885–1887 wurde es von den Brüdern von Heimbruch als Ersatz eines älteren Gutshauses erbaut. Heute gehört es dem Landkreis Verden.

## Geschichte

### 1885 bis 1895: Im Besitz der Familien von der Wisch und von Heimbruch
In den 1860er Jahren gehörte das Gut Etelsen dem vormaligen hannoverschen Landdrosten und Minister Johann Caspar von der Wisch (1785–1865), der 1858 diesen Besitz gemeinsam mit seinem Bruder, Hieronimus von der Wisch (1788–1873) unter Einschluss der Güter Koppel, Embsen und Ruschbaden zu einem Fideikommiss vereinigt hatte. Noch im Todesjahr des Hieronimus wurde im Park ein neugotisches Mausoleum errichtet, in dem die Brüder und auch spätere Besitzer beigesetzt wurden. Nach dem Tod der von der Wischs fiel Etelsen an die Brüder Carl Johann Christian (1820–1895) und Gottlieb Ernst August von Heimbruch (1822–1892), Besitzer der Rittergüter Varste und Polle,  auch sie hohe hannoversche Militärs und Diplomaten. Sie ließen 1885 bis 1887 von dem Architekten Karl Hantelmann aus Hannover das Schloss in seiner heutigen Gestalt errichten. Auch sie starben kinderlos, so dass ihr Erbe an die Familie Reventlow fiel.

### 1896 bis 1937:  Im Besitz der Familie zu Reventlow
Graf Christian zu Reventlow bezog das Schloss am 10. Oktober 1896 und bewohnte es mit seiner Familie bis zu seinem Tode 1922. Er wurde 1922 als Letzter im Mausoleum beigesetzt. Erbe des gesamten Besitzes wurde sein ältester Sohn, Lehnsgraf und königlicher Hofjägermeister Rudolph zu Reventlow (1879–1945), der, meist auf Reisen, in den folgenden Jahren sämtliche Ländereien verkaufte, sodass nur das leerstehende Schloss mit dem ca. 11 ha großen Schlosspark übrig blieb. 

### 1937 bis 1945: Im Besitz der SA
Schloss und Park wurden 1937 an die SA-Gruppe Nordsee verkauft und dienten bis zum Kriegsende als SA-Führungsschule. Der NSDAP-Politiker, SA-Gruppenführer und Bremer Bürgermeister Heinrich Böhmcker wurde am 22. Juni 1944 nach dem Staatsakt, der Trauerparade in Bremen und anschließender Einäscherung im Schlosspark von Etelsen beigesetzt. Der aktuelle Forschungsstand geht davon aus, dass sich die Urne noch im Park befindet.

### 1946 bis 1977: Wechselnde Besitzer
Nach dem Zweiten Weltkrieg diente das Schloss zunächst als britisches Lazarett. Von 1948 bis 1953 wurde es als Krankenhaus genutzt; danach stand es sechs Jahre lang leer. Auf Betreiben eines Bremer Kaufmanns wurde 1959 auf dem Schlossgelände ein Tierpark mit Schlossrestaurant eingerichtet. Dabei diente das Mausoleum als Unterkunft für die Löwen. Nach einigen Jahren guten Besuchs ließ die Begeisterung für den Tierpark merklich nach, sodass diese für ein Schloss ungewöhnliche Nutzungsform nicht weitergeführt werden konnte. Kurzzeitig beherbergte das Schloss dann ein Spielkasino. Schloss und Parkanlagen verkamen aber immer mehr.

### Seit 1978: Denkmalschutz, „Förderkreis Schloss Etelsen“ und seit 1983 im Besitz des Landkreises Verden
1978 wurde das Schloss unter Denkmalschutz gestellt. Im Jahre 1979 gründeten Bürger den Förderverein „Förderkreis Schloss Etelsen“ mit dem Ziel, das Schloss in einem guten Zustand und den Park der Öffentlichkeit weiterhin zugänglich zu halten. Nachdem diese Ziele für das Gebäude erreicht waren, gründete sich 1981 der „Schlossparkverein Etelsen“ mit dem Ziel der Übernahme, Instandsetzung und Unterhaltung der Parkanlage.
Seit ca. 1983, nunmehr im Eigentum des Landkreises Verden und aufwändig restauriert, dient das Schloss dem Bildungswerk der Niedersächsischen Wirtschaft (BNW). Daneben finden im Schloss Ausstellungen und Konzerte statt. Seit 2004 werden im Schloss auch standesamtliche Eheschließungen durchgeführt.
Der Etelser Schlosspark ist frei zugänglich, von dort hat man einen weiten Blick in die Wesermarsch.

## Architektur

### Schloss
Das Schloss Etelsen ist als ein Rechteck von 22 m × 35 m angelegt worden, mit zwei Vollgeschossen, einem hochgelegten Kellergeschoss und einem  Mansardgeschoss. Das Backsteinmauerwerk ist von Haustein-Gliederungen eingefasst. Die Architektur mischt (wie auch der andere nennenswerte Bau Hantelmanns, das Drachentöterhaus in Hannover), als typischer Bau des Historismus in eklektizistischer Manier verschiedene Stilelemente. Die Hauptfassade, deren Mitte durch Loggia und Kuppel hervorgehoben ist, orientiert sich an französischen Renaissance-Vorbildern. Die Gartenfront enthält eher barocke Elemente.

### Mausoleum
Das 15 m hohe Grabgebäude, 1873 nach Plänen des bedeutenden hannoverschen Architekten Conrad Wilhelm Hase in neugotischen Formen errichtet, erinnert mit seinen spitzen Turmdächern an einen Torbau oder eine Kapelle. Ursprünglich war es mit glasierten Dachziegeln gedeckt, die um 1920 durch Schieferplatten ersetzt wurden. Das Medaillon über dem Eingang zeigt das Wappen derer von der Wisch. Bereits 1937 waren die Särge in das Familiengrab auf dem alten Daverdener Friedhof überführt worden. Die Unterschutzstellung als Baudenkmal 1984 wurde unter anderem mit den Worten begründet: „Überaus beeindruckend ist die konsequente Durchbildung als Zentralbau, die als Reminiszenz an byzantinische Kuppelbauten zu werten ist, überdies im niedersächsischen Raum zu den großen Seltenheiten zu zählen ist.“

### Park
Der Gartenkünstler Friedrich Kreiß aus Braunschweig gestaltete das über 10 Hektar große Gelände um 1899 im Stil eines Landschaftsgartens um. Der Schlosspark ist der Öffentlichkeit zugänglich.

## Belege
1. ↑  Biographie Johann von der Wisch mit weiterer Literatur.
2. ↑  Adelsfamilie Heimbruch, abgerufen am 7. Januar 2016.
3. ↑  Elke Steinhöfel: Heinrich Böhmcker : Vom SA-Mann der ersten Stunde zum NS-Bürgermeister von Bremen, Edition Falkenberg, Bremen 2021, ISBN 978-3-95494-248-0; S. 486–490 und s. Foto auf S. 487
4. ↑  Informationen auf www.etelsen.de, abgerufen am 14. August 2015.
5. ↑  Georg Dehio: Handbuch der deutschen Kunstdenkmäler, Bremen, Niedersachsen, München 1992, S. 460.
6. ↑  Marius Merle: Unterschätzter Schatz der Architektur, in: Weser-Kurier vom 29. Januar 2017, S. 33.

Koordinaten: 52° 59′ 43″ N, 9° 6′ 45″ O